# 吉村克己
吉村 克己（よしむら かつみ、1919年（大正8年）3月14日 - 1997年（平成9年）7月2日）は、日本のジャーナリスト、実業家。産業経済新聞社編集局次長を経て、フジテレビジョン専務取締役、サンケイ出版会長等を歴任した。

## 来歴・人物
広島県生まれ。慶應義塾大学経済学部を卒業。軍務の後、1946年に時事新報社へ入社。
1955年に産業経済新聞社に移り、政治部長、編集局次長。1970年にフジテレビへ移籍し、報道局長、取締役報道局長、取締役報道本部長、常務取締役、専務取締役。
1981年にサンケイ出版会長。
1997年7月2日、東京都江戸川区の病院で脳梗塞のため死去。78歳没。

## 池田勇人との関係
水野成夫時代の産経新聞社は、政治的には池田勇人首相と水野の親密な関係から政権と密着し、他方、池田は新聞社の編集幹部人事などに介入した。その内幕を池田の秘書官だった伊藤昌哉はこう述懐している。「産経の政治部長の交代期が来た。後任が問題であった。池田はこの時、吉村君を推薦した。このことを私はあとで、池田首相自身から聞かされたのである。「ブーちゃん、水野には吉村君を推薦しておいたよ。いいだろうな」。私に異存などあろう訳はない」『吉村克己追悼集』。
水野は違う人事を考えていたが、吉村は池田に強い政治記者で、2年後に池田が総裁選で佐藤栄作と争った時には、互角の情勢を紙面では無理矢理「池田優勢」と打つなど、公然と池田に肩入れした。

## 著書
- 『池田政権・一五七五日―高度成長と共に安保からオリンピックまで』行政問題研究所、1985年。ISBN 4905786436。
- 『ホンネの政治総理の放言・失言 「一億総ざんげ」から「不沈空母」』三天書房、1986年。
- 『戦後総理の放言・失言』文春文庫、1988年。ISBN 4167467011。

## 追悼集
- 吉村克己追悼集刊行委員会編『生涯政治記者吉村克己 吉村克己追悼集』吉村克己追悼集刊行委員会、1998年7月。